# Иммерсионный метод рефрактометрии
Иммерсио́нный ме́тод рефрактометри́и (от лат. immersio — погружение) или метод Бекке — метод определения показателя преломления изолированных твёрдых тел путём погружения их в жидкости с заранее известным показателем преломления.

## Измерение сравнением
При таком методе измерения исследуемые мелкие зёрна (размер до 1—2 мкм) помещают в нанесённые на предметное стекло микроскопа капли различных жидкостей. При таких размерах большинство неметаллических соединений прозрачны. Наблюдая в микроскоп полученную картину, подбирают жидкость, показатель преломления которой наиболее близок к определяемому. Точность метода — порядка 0,001, причём форма и особенности поверхности исследуемого материала практически не влияют на результат. В основе метода лежит образование вследствие явлений интерференции и полного внутреннего отражения на границе двух веществ с разными показателями преломления «полоски Бекке» — узкой (ок. 1 мкм) светлой полоски.
При иммерсионном анализе обычно применяют иммерсионный набор из 98 жидкостей с показателем преломления от 1,408 до 1,780. Для определения веществ с низкими n используют бромнафталин в смеси с углеводородными жидкостями, с высокими n — смесь иодистого метилена и бромнафталина.
Для определения больших величин показателей применяют специальные наборы высокопреломляющих жидкостей (до 2,15) и специальные прозрачные сплавы (например — сера и селен образуют сплавы с показателем 2,6-2,7). Однако в этих диапазонах, в особенности при применении сплавов, точность измерения ниже на порядок и более. Следует отметить, что высокопреломляющие жидкости обычно токсичны.

## Температурная иммерсия
Измеряемый объект погружают в жидкость, показатель преломления которой близок к показателю преломления объекта. Далее жидкость нагревают или охлаждают с помощью специального стола до тех пор, пока показатель преломления жидкости не сравнется с показателем преломления объекта. В данном методе используется тот факт, что показатель преломления у твёрдых тел зависит от температуры существенно меньше, нежели у жидкостей (на основании закона Дюлонга и Пти). Достижение равенства показателей преломления определяется с помощью так называемой «линии (или полосы) Бекке», а при более высоких требованиях к точности измерений — интерферометрическим способом.

## Применение
- Используется в химическом анализе (в этом случае соответствующая процедура называется иммерсионном анализом) для установления чистоты соединений и определения соотношения компонентов в смесях веществ.
- Иммерсионный метод является одним из важных способов изучения минералов и горных пород.
- В некоторых отраслях химической технологии.